# Адебайо, Элайджа
Элайджа Ануолувапо Олуваферанми Олуватоми Олувалана Айомикулехин Адебайо  (англ. Elijah Anuoluwapo Oluwaferanmi Oluwatomi Oluwalana Ayomikulehin Adebayo; род. 7 января 1998 года, Лондон, Англия) — английский футболист, нападающий клуба «Лутон Таун».

## Клубная карьера
Адебайо присоединился к структуре футбольного клуба «Фулхэм» в возрасте 9 лет. В юношеских командах играл на позиции центрального защитника, прежде чем взять на себя роль форварда.
После перевода в состав основной команды, футболист отправился в серию аренд. В 2016 и 2017 годах Адебайо играл в составе команд низших лиг Англии «Слау Таун» и «Богнор Риджис Таун». В январе 2018 года форвард был отдан в аренду в «Челтнем Таун». В июле Адебайо присоединился к «Суиндон Таун» до конца сезона, а в 31 января 2019 к клубу «Стивенидж».
В конце сезона 2018/19 Элайджа Адебайо покинул «Фулхэм» и подписал контракт с клубом «Уолсолл» из Второй лиги Англии. Став игроком основного состава, форвард провел 55 матчей и забил 18 голов.
1 февраля 2021 года Адебайо присоединился к команде Чемпионшипа «Лутон Таун». По итогам сезона 2022/23 его команда обыграла в финале плей-офф «Ковентри Сити» и заслужила повышение в Премьер-лигу. Дебют Адебайо в высшей лиге Англии состоялся 12 августа с поражения от «Брайтон энд Хоув Альбион» со счетом 4:1. Первым голом в Премьер-лиге форвард отметился 3 октября 2023 года в игре с «Бернли», однако его команда проиграла со счетом 2:1. 30 января 2024 года в матче против «Брайтон энд Хоув Альбион» Элайджа оформил хет-трик, а «Лутон» победил 4:0.

## Достижения
«Лутон Таун»
- Победитель плей-офф Чемпионшипа: 2022/23